# Veade
Veade is een plaats (freguesia) in de Portugese gemeente Celorico de Basto en telt 707 inwoners (2001).

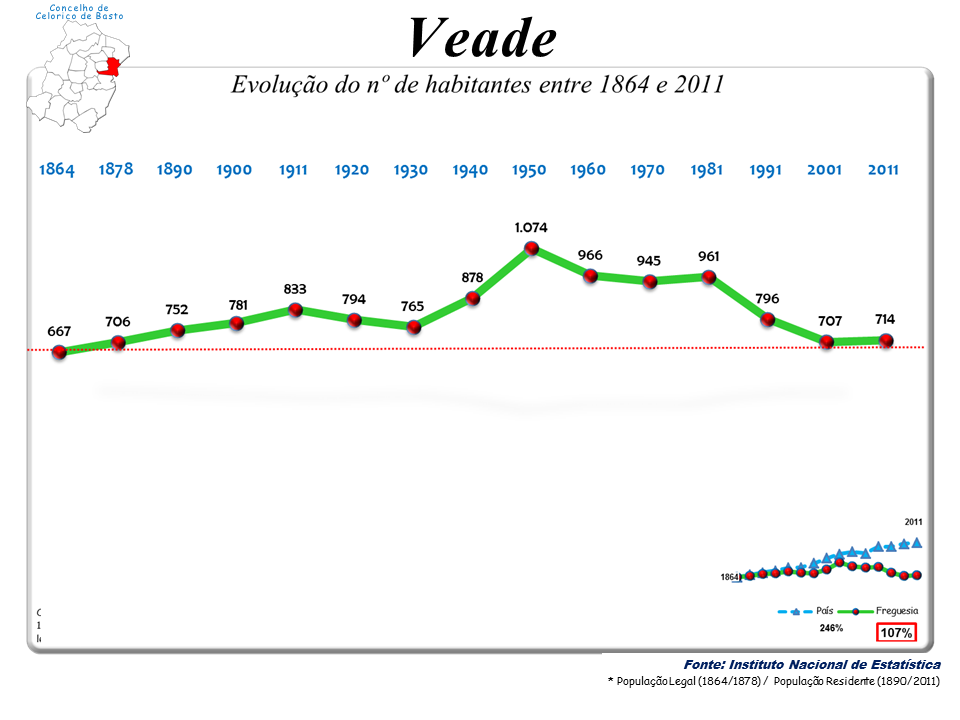
Bevolkingsontwikkeling tussen 1864 en 2011